# Børkop
Børkop är en tätort i Vejle kommun i Region Syddanmark i Danmark. Tätorten har 6 334 invånare (2024). Den ligger på Jylland, cirka 10,5 kilometer sydost om Vejle. Børkop var centralort i Børkops kommun fram till kommunreformen 2007.